# Audiogram

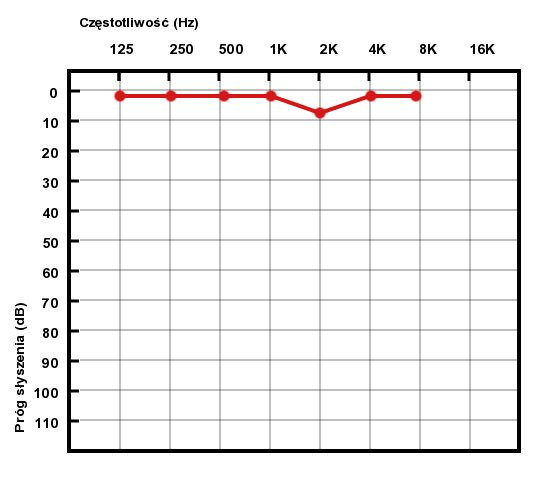
Audiogram van een goed horend persoon

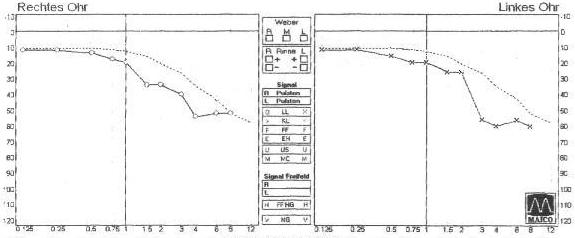
Audiogram van beide oren van een 65-jarige. Merk op dat de verticale as hier tegengesteld is afgebeeld ten opzichte van de gehoordrempelweergave hieronder.

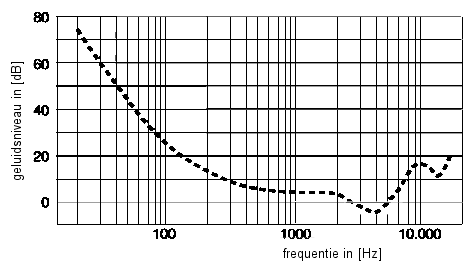
Gehoordrempel

Een audiogram is een grafische weergave van de gehoordrempel van een persoon, dat wil zeggen een met behulp van een audiometer gemaakte grafiek of diagram. In het algemeen wordt de gehoordrempel weergegeven als de sterkte van een toon die de betrokken persoon nog net kan horen, als functie van de frequentie. De sterkte van de toon wordt verticaal weergegeven in dB(HL), de toonhoogte horizontaal in  hertz (op een logaritmische schaal).
Aan de hand van een audiogram kan een kno-arts vaak een diagnose stellen over de oorzaken van een gehoorbeschadiging en de bijbehorende symptomen (vaak is tinnitus daar een van). 

## Werkwijze
Een gehooronderzoek wordt meestal uitgevoerd door een audioloog of een audicien. Als er een audiogram moet worden opgetekend, doet men dit meestal door een proefpersoon via een koptelefoon of via insert-phones tonen van verschillende hoogte te laten horen. Deze tonen kunnen ook in vrij veld aangeboden worden. De tonen beginnen zeer zacht, zodat de proefpersoon ze dan nog niet kan horen, en worden langzaamaan steeds luider. Op het moment dat de proefpersoon de toon waarneemt, geeft hij dit aan via een signaal aan degene die het audiogram optekent. Die zet dan een markering op het audiogram bij de juiste toonhoogte en geluidssterkte. Dit wordt herhaald voor diverse tonen. De aldus opgetekende punten worden met elkaar verbonden door middel van een lijn, waardoor het complete audiogram ontstaat. 
Tegenwoordig verschijnt er bij dergelijke tests soms meteen een markering op een scherm als de proefpersoon op de knop drukt. Deze markeringen worden dan meteen verbonden met een lijn. 
Het optekenen van een audiogram gebeurt in het algemeen in een geluidsdichte kamer, om storingen van buitenaf zo veel mogelijk te beperken. De proefpersoon heeft noch enige invloed op de momentane toonhoogte, noch op de geluidssterkte van de aangeboden toon. Hij kan alleen aangeven of hij wel of niet iets hoort. Om gokken of "vals spelen" door de proefpersoon zo veel mogelijk uit te sluiten, worden meestal de te meten tonen meer dan eens – en niet in dezelfde volgorde – aangeboden.
De betrouwbaarheid van de resultaten is onder meer afhankelijk van de kundigheid van de onderzoeker, de bereidheid dan wel het concentratievermogen van de proefpersoon, de kwaliteit van de apparatuur, en de mate waarin geluiden binnen de onderzoeksruimte invloed hebben op de proefpersoon, buiten worden gehouden.